# Hans Tausens Sogn
Hans Tausens Sogn er et sogn i Odense Sankt Knuds Provsti (Fyens Stift).
Hans Tausens Kirke blev indviet i 1954. Da var Hans Tausens Sogn allerede i 1943 udskilt fra 4 sogne:
Fredens Sogn, Sankt Hans Sogn, Sankt Knuds Sogn og Ansgars Sogn. Disse sogne lå i Odense Købstad. Købstaden hørte geografisk til Odense Herred i Odense Amt og blev ved kommunalreformen i 1970 kernen i Odense Kommune.